# Verklista för Johannes Brahms
Nedan listas verk av den tyska kompositören Johannes Brahms.

## Orkesterverk

### Symfonier
- Symfoni nr 1 c-moll op. 68 (1876)
- Symfoni nr 2 D-dur op. 73 (1877)
- Symfoni nr 3 F-dur op. 90 (1884)
- Symfoni nr 4 e-moll op. 98 (1886)

### Serenader
- Serenad nr 1 D-dur op. 11 (1860)
- Serenad nr 2 A-dur op. 16 (1860)

### Konserter
- Pianokonsert nr 1 d-moll op. 15 (1859)
- Pianokonsert nr 2 B♭-dur op. 83 (1882)
- Violinkonsert D-dur op. 77 (1879)
- Dubbelkonsert för violin och violoncell a-moll op. 102 (1888)

### Övriga
- Variationer över ett tema av Haydn op. 56a (1874)
- 21 Ungerska danser (för piano, två- och fyrhändigt, nr. 1, 3 och 10, 1874 och orkestrerade av Brahms 1876
- Akademisk Festouvertyr c-moll op. 80 (1880)
- Tragisk ouvertyr d-moll op. 81 (1880)

## Pianoverk
| Opus | Titel                                      | Instrument | År      | Tillägnad                  | Övrigt                                          |
| ---- | ------------------------------------------ | ---------- | ------- | -------------------------- | ----------------------------------------------- |
| 1    | Pianosonat nr 1 i C-dur                    |            | 1853    | Joseph Joachim             |                                                 |
| 2    | Pianosonat nr 2 i fiss-moll op. 2          |            | 1854    | Clara Schumann?            |                                                 |
| 4    | Scherzo ess-moll                           |            | 1854    | Ernst Ferdinand Wenzel?    |                                                 |
| 5    | Pianosonat nr 3 f-moll                     |            | 1854    | Gräfin von Hohenthal       |                                                 |
| 9    | Variationer på ett tema av Robert Schumann |            | 1854    | Clara Schumann             |                                                 |
| 10   | Fyra Ballader                              |            | 1856    | Julius O. Grimm            |                                                 |
| 21   | Två Sets of Variationer                    |            | 1861    |                            |                                                 |
| 24   | Variation och fuga på ett tema av Händel   |            | 1862    |                            |                                                 |
| 35   | Variationer på ett tema av Paganini        |            | 1866    |                            |                                                 |
| 39   | 16 Valser                                  |            | 1865    | Dr. Eduard Hanslick        | Finns i förenklad version och avancerad version |
| 76   | Åtta stycken                               |            | 1879    |                            |                                                 |
| 79   | Två rapsodier                              |            | 1880    | Elisabeth von Herzogenberg |                                                 |
| 116  | Sju fantasier                              |            | 1892    |                            |                                                 |
| 117  | Tre intermezzi                             |            | 1892    |                            |                                                 |
| 118  | Sex stycken                                |            | 1893    | Clara Schumann             |                                                 |
| 119  | Fyra stycken                               |            | 1893    |                            |                                                 |
| WoO  |                                            |            |         |                            |                                                 |
| 1    | 10 Ungerska danser                         |            | 1872    |                            | Bearbetning av det fyrhändiga originalet        |
| 3    | 2 Gavott                                   |            | 1854-55 |                            |                                                 |
| 4    | 2 Gigue                                    |            | 1855    |                            |                                                 |
| 5    | 2 Sarabander                               |            | 1854-55 |                            |                                                 |
| 6    | 51 Pianoövningar                           |            | 1893    |                            |                                                 |

### Fyrhändiga verk
| Opus | Titel                                                | Instrument | År      | Tillägnad       | Övrigt |
| ---- | ---------------------------------------------------- | ---------- | ------- | --------------- | ------ |
| 23   | Variationer på ett tema av Robert Schumann i Ess-dur |            | 1863    |                 |        |
| 39   | 16 Valser                                            |            |         | Eduard Hanslick |        |
| 52a  | 18 Liebeslieder (valser)                             |            |         |                 |        |
| 65a  | 15 Neue Liebeslieder (valser)                        |            |         |                 |        |
| WoO  |                                                      |            |         |                 |        |
| 1    | 21 Ungerska danser                                   |            | 1869-80 |                 |        |

- Souvenir de la Russie???

### Två pianon
| Opus | Titel                                     | Instrument | År | Tillägnad | Övrigt                                  |
| ---- | ----------------------------------------- | ---------- | -- | --------- | --------------------------------------- |
| 34b  | Pianosonat f-moll                         |            |    |           | efter hans f-moll-pianokvintett, op. 34 |
| 56b  | Variationer över ett tema av Joseph Haydn |            |    |           | Bearbetning av op. 56a för orkester     |

## Kammarmusik

### Piano och fiol
- Sonat för piano och violin nr 1 G-dur op. 78 (1880)
- Sonat för piano och violin nr 2 A-dur op. 100 (1886)
- Sonat för piano och violin nr 3 d-moll op. 108 (1889)
- Scherzo c-moll för violin och piano

### Violoncell och piano
- Sonat för piano och violoncell nr 1 e-moll op. 38 (1865)
- Sonat för violoncell och piano nr 2 F-dur op. 99 (1886)

### Pianotrior
- Pianotrio A-dur (troligen från 1853, tillskriven Brahms)
- Pianotrio nr 1 H-dur op. 8 (1854, bearbetning 1891)
- Pianotrio nr 2 C-dur op. 87 (1880)
- Pianotrio nr 3 c-moll op. 101 (1887)

### Pianokvartetter
- Pianokvartett nr 1 g-moll op. 25 (1863)
- Pianokvartett nr 2 A-dur op. 26 (1863)
- Pianokvartett nr 3 c-moll op. 60 (1875)

### Stråkkvartetter
- Stråkkvartett nr 1 c-moll op. 51/1 (1873)
- Stråkkvartett nr 2 a-moll op. 51/2 (1873)
- Stråkkvartett nr 3 B♭-dur op. 67 (1876)

### Stråkkvintett
- Stråkkvintett nr 1 F-dur op. 88 (1882)
- Stråkkvintett nr 2 G-dur op. 111 (1891)

### Stråksextetter
- Stråksextett nr 1 B♭-dur op. 18 (1862)
- Stråksextett nr 2 G-dur op. 36 (1866)

### Övriga
- Pianokvintett f-moll op. 34 (1865)
- Trio för horn, violin och piano Ess-dur op. 40 (1865)
- Klarinettrio a-moll op. 114 (1891)
- 2 Sonater för klarinett och piano f-moll, Ess-dur op. 120 (1894)
- Klarinettkvintett h-moll op. 115 (1891)

## Orgelverk
- Fuga ass-moll
- Preludium och fuga a-moll
- Preludium och fuga g-moll
- Koralförspel och fuga över ”O Traurigkeit, o Herzeleid”
- Elva koralförspel op. postumt 122

## Vokalverk
- Missa Canonica op. postumt (1856-, fragment) senare delvis använt i motetten op. 74:1
- Ave Maria op. 12 (1860)
- Begravningssång op. 13 för kör och blåsare (1860) Orgelversion av K.M. Komma
- Två motetter op. 29 (1857-1860): "Schaffe in mir Gott ein rein Herz" op. 29:2 (Psalm 51,12-14)
- Geistliches Lied op. 30
- Tolv "Lieder und Romanzen" för damkör op. 44
- Ein deutsches Requiem op. 45 (1866/67 och 1868 (sats 5))
- Rinaldo op. 50 (1869)
- Liebeslieder-Walzer op. 52 (1868) och Neue Liebeslieder op. 65 (1874)
- "Rhapsodie" för alt, manskör och orkester över ett fragment ur Goethes "Harzreise im Winter" op. 53 (1869)
- Schicksalslied op. 54 (1871)
- Triumphlied op. 55 (1871)
- Två motetter op. 74 (1878): "Warum ist das Licht gegeben dem Mühseligen" op. 74,1 och "O Heiland, reiß die Himmel auf"
- Nänie op. 82 (1881)
- Gesang der Parzen op. 89 (1882)
- Zigeunerlieder op. 103 och 112 för 4 röster och piano
- Fest- und Gedenksprüche a cappella op. 109 (1888)
- Tre motetter op. 110 (1889)
- Närmare 330 romanser för sång och piano
- Vier ernste Gesänge op. 121 (1896)
- Vineta op. 42:2 (1860) efter en dikt av Wilhelm Müller

## Vaggvisor
- Nu i ro somna in (tyska: Wiegenlied) (1868)